# 須磨警察署
須磨警察署（すまけいさつしょ）は、兵庫県警察が管轄する警察署の一つ。管轄地域の人口は約16万。

## 所在地
- 神戸市須磨区大池町五丁目1番30号

## 管轄区域
- 神戸市須磨区（神戸水上警察署の管轄区域を除く区域）

## 交番
- 板宿交番 （平田町）
- 千歳交番 （千歳町）
- 若木交番 （若木町）
- 東須磨交番 （南町）
- 若宮交番 （若宮町）
- 高倉台交番 （高倉台）
- 須磨寺交番 （須磨寺町）
- 須磨駅前交番 （須磨浦通）
- 白川台交番 （白川台）
- 妙法寺交番 （妙法寺）
- 横尾交番 （横尾）
- 菅の台交番 （菅の台）
- 名谷中央交番 （中落合）
- 多井畑交番 （多井畑）

## 主な未解決事件
- 神戸市須磨区川上町男性殺人事件[1]
- 神戸市須磨区横尾6丁目女性殺人事件[2]